# Maxsandro Barbosa de Oliveira
Maxsandro Barbosa de Oliveira (født 3. august 1972) er en tidligere brasiliansk fodboldspiller.